# Tonguia
Tonguia (ou Tonghia) est un village de Casamance (Sénégal), situé à proximité de la frontière avec la Guinée.

## Histoire
Le village a été fondé en 1897.
En 1965 et 1967 William Scranton Simmons, à l'epoque jeune ethnologue américain de l'université dHarvard, séjourna à Tonguia pour étudier les Badiaranké. 
En 1987, trois familles américaines s'y sont installées (dans un but d'évangélisation ?), ce qui permet au village de disposer désormais d'un aérodrome et d'un puits de forage.

## Administration
Tonguia fait partie du département de Vélingara dans la région de Kolda.

## Géographie
Les localités les plus proches sont Velingara Pakane, Sare Oura, Mougnini, Bantigniel, Sintian Sori, Tamba Kounda, Tiape, Sare Dansa, Koumpepe et Akal. 

### Physique géologique
Tonguia se trouve dans une cuvette, au milieu d'un environnement très boisé.

### Population
Le village compte environ 770 habitants.

### Activités économiques
l'agriculture';